# Oude Kerk

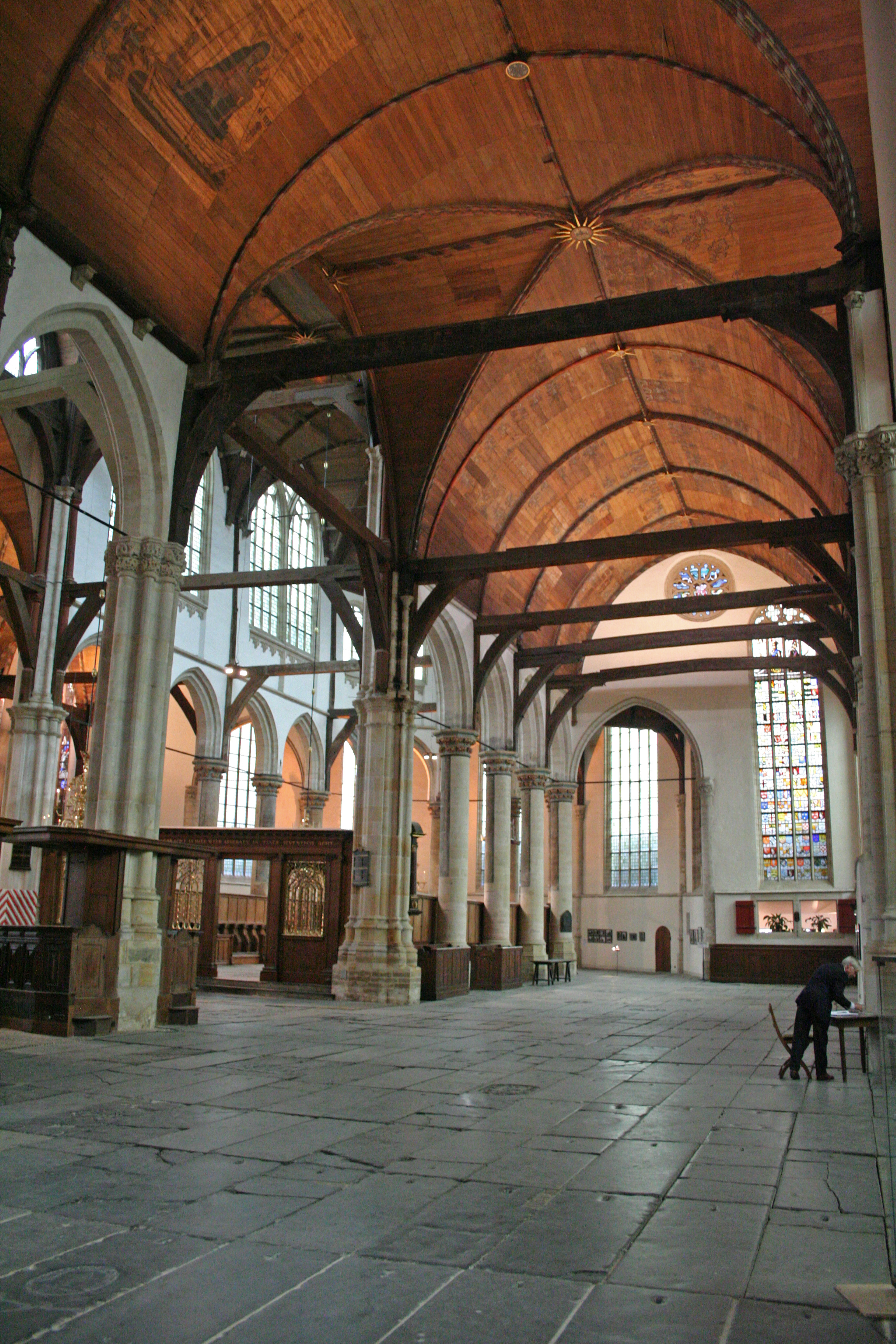
Interior de la bóveda de madera

La Oude Kerk (lit., 'Iglesia vieja') es el edificio más antiguo de Ámsterdam y su iglesia parroquial más antigua, consagrada en 1306 por el obispo de Utrecht con san Nicolás como su santo patrono. Luego de la Reforma en 1578, se transformó en una iglesia calvinista, lo que continúa siendo hasta nuestros días. Se encuentra ubicada en De Wallen, en la actualidad la principal zona roja de Ámsterdam. La plaza que rodea la iglesia es la Oudekerksplein.
En 1990, fue incluido entre los 100 mejores sitios del patrimonio neerlandés.

## Historia
En el sitio donde se encuentra emplazada la Oude Kerk antiguamente se encontraba una iglesia de madera. Fue reemplazada por una capilla de piedra y consagrada en 1306.
La iglesia ha sufrido una serie de renovaciones realizadas a lo largo de 15 generaciones de ciudadanos de Ámsterdam. Cincuenta años después de su construcción se realiza la primera reforma, las capillas laterales se alargan y se estructuran alrededor del coro en un semicírculo para sostener la estructura. A comienzos del siglo XV se agregaron los transeptos norte y sur para generar una forma de cruz. Los trabajos en estos cambios se terminaron en 1460, aunque es probable que las tareas fueran interrumpidas por los incendios que asolaron la ciudad en 1421 y 1452. 
Antes del Alteratie, o Reforma ocurrida en Ámsterdam en 1578, la Oude Kerk era una iglesia católica. Luego de la derrota de los españoles a manos de Guillermo "El Taciturno" durante la Guerra de los Ochenta Años, la iglesia fue tomada por la Iglesia reformada neerlandesa calvinista. Durante las diversas batallas que tuvieron lugar durante el siglo XVI, en varias ocasiones la iglesia fue objeto de pillaje y daños, primero durante el Beeldenstorm de 1566, cuando una turba destruyó la mayoría de las obras de arte y decoraciones de la iglesia, incluido una pieza en el altar con un panel central obra de Jan van Scorel y paneles laterales a ambos lados obras de Maarten van Heemskerck. Lo único que sobrevivió fueron las pinturas del techo ya que eran inaccesibles. 
Los habitantes locales se encontraban en la iglesia para chismosear, los mercachifles vendían sus mercancías y los mendigos buscaban refugio. Este comportamiento no fue tolerado por los calvinistas, y los mendigos fueron expulsados. En 1681 se clausuró el coro con una malla de bronce. Por sobre la malla se lee el siguiente texto, “Las prácticas falsas introducidas gradualmente en la iglesia de Dios, fueron aquí deshechas en el año setenta y ocho,” en referencia a la Reforma de 1578.
Ese mismo año, la Oude Kerk se convirtió en la sede del registro de casamientos. También albergó los archivos de la ciudad, los documentos más importantes se guardaban en un arcón enchapado en placas de hierro y pintado con el escudo de armas de la ciudad. El arcón se almacenaba en una capilla de hierro.
El busto del famoso organista y compositor Jan Pieterszoon Sweelinck (1562-1621) recuerda su trayectoria como ejecutante de esta iglesia. Su carrera comenzó a la temprana edad de quince años cuando sucede a su padre Pieter Swybertszoon que había fallecido siendo organista de Oude Kerk. Allí compuso la música de 150 salmos desarrollando una reputación internacional como destacado compositor holandés. 
Rembrandt fue un asiduo visitante de la Oude Kerk y todos sus hijos fueron bautizados aquí. Es el único edificio de Ámsterdam que ha guardado sus formas originales desde que Rembrandt lo recorrió. En el Santo Sepulcro existe una pequeña exhibición de Rembrandt, un altar dedicado a su esposa “Saskia” van Uylenburgh que reposa allí desde 1782.

## Edificio
La iglesia abarca una superficie de unos 3300 metros cuadrados. Los cimientos se asentaron sobre un montículo artificial, que seguramente era lo que más parecido a terreno firme en esta provincia pantanosa.
El techo de la Oude Kerk es la mayor bóveda medieval de madera de Europa. Los tablones de Estonia se remontan a 1390 y le otorgan a la iglesia una de las mejores acústicas de Europa. 

### Tumbas
El piso se compone en su totalidad de placas de tumbas. La razón de ello es que la iglesia se construyó sobre un cementerio. Hasta 1865 los ciudadanos continuaron enterrando dentro de los límites de la iglesia. Existen 2500 tumbas en la Oude Kerk, en las que se encuentran enterrados unos 10 000 ciudadanos de Ámsterdam, entre ellos:
- Jacob van Heemskerck, héroe naval
- Jan Pieterszoon Sweelinck
- Adriaen Block
- Jacob de Graeff Dircksz., regente de Ámsterdam
- Cornelis de Graeff, regente de Ámsterdam
- Andries de Graeff, regente de Ámsterdam
- Pieter Lastman
- Willem van der Zaan
- Laurens Bake
- Abraham van der Hulst
- Saskia van Uylenburgh
- Cornelis Hooft
- Jan Jacobszoon Hinlopen
- Kiliaen van Rensselaer, propietario del único patroonship exitoso en New Netherland, Rensselaerswyck.
- Frans Banning Cocq, personaje central de la obra de Rembrandt denominada La ronda de noche
- Nicasius de Sille, Embajador

### Órganos
La Oude Kerk posee tres órganos de tubos, el órgano más antiguo data de 1658 y el órgano cabinet construido en 1767. El tercero fue construido en 1724 por el alemán Christian Vater y es considerado uno de los mejores órganos barrocos de Europa. Los encargados de la iglesia consideraron que el mismo era “perfecto.” El órgano fue desmantelado mientras se realizaron modificaciones a la torre en 1738, y al rearmarlo, Casper Müller le introdujo algunas modificaciones para dotarlo de mayor potencia. A partir de entonces se lo denomin el órgano Vater-Müller, como reconocimiento por su sonido mejorado.
La Oude Kerk tiene 12 misericordias.

## Galería de imágenes

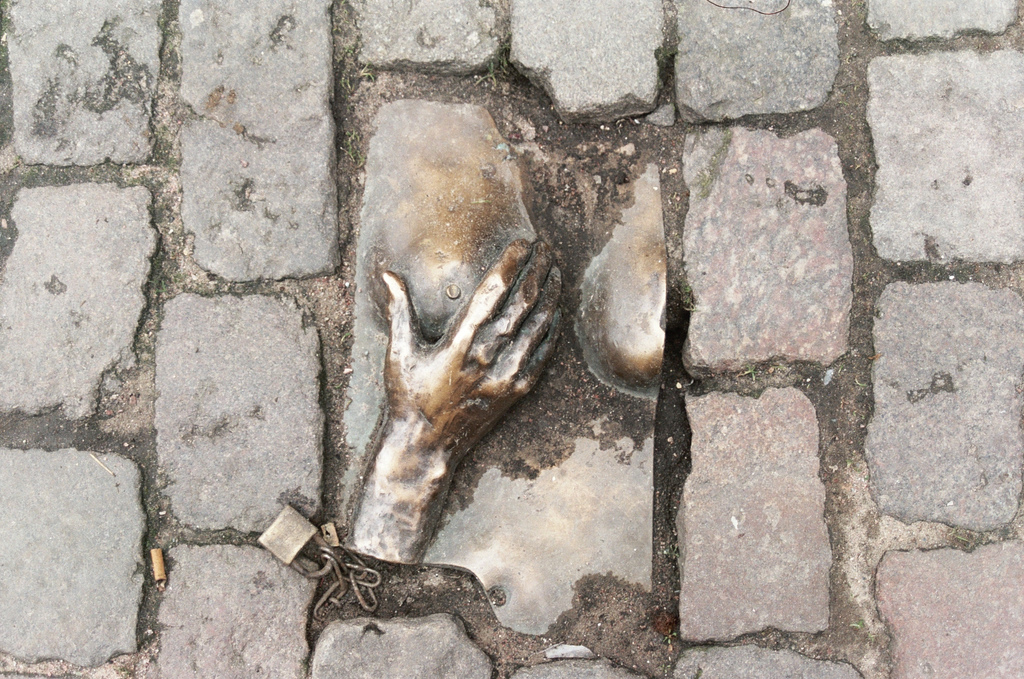
Relieve en bronce en el empedrado de la Oudekerksplein
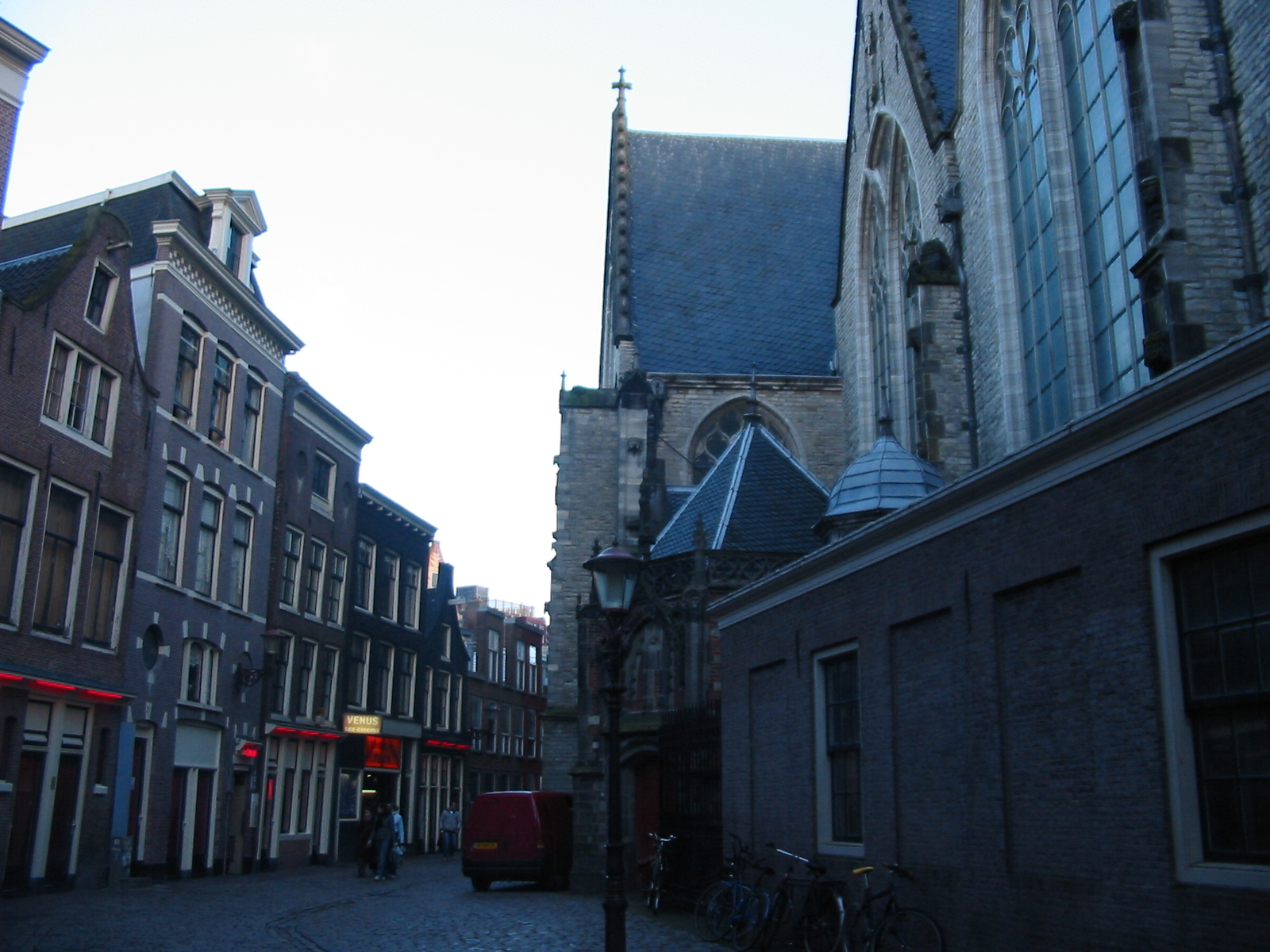
Ventanas de prostitutas en la Oudekerksplein detrás de la Oude Kerk
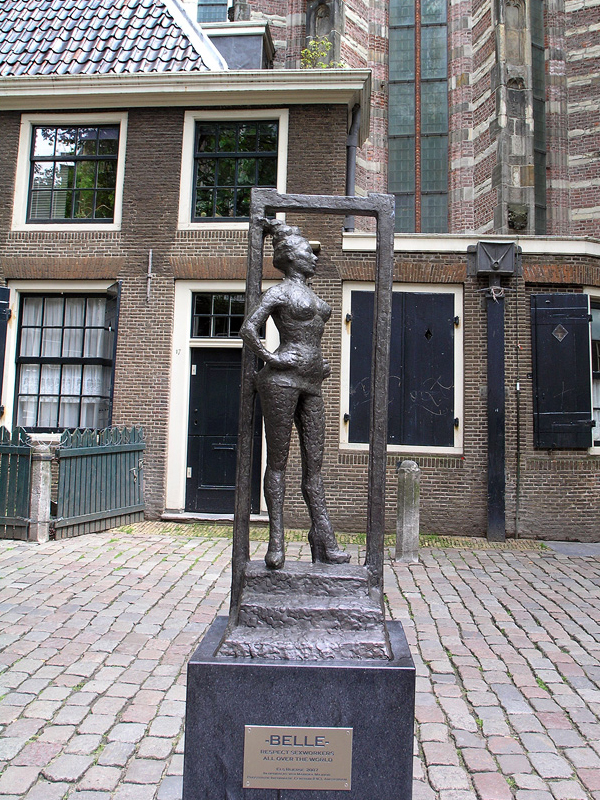
Estatua de bronce Belle frente de la Oude Kerk. La inscripción dice "Respeto a las trabajadoras del sexo en todo el mundo."
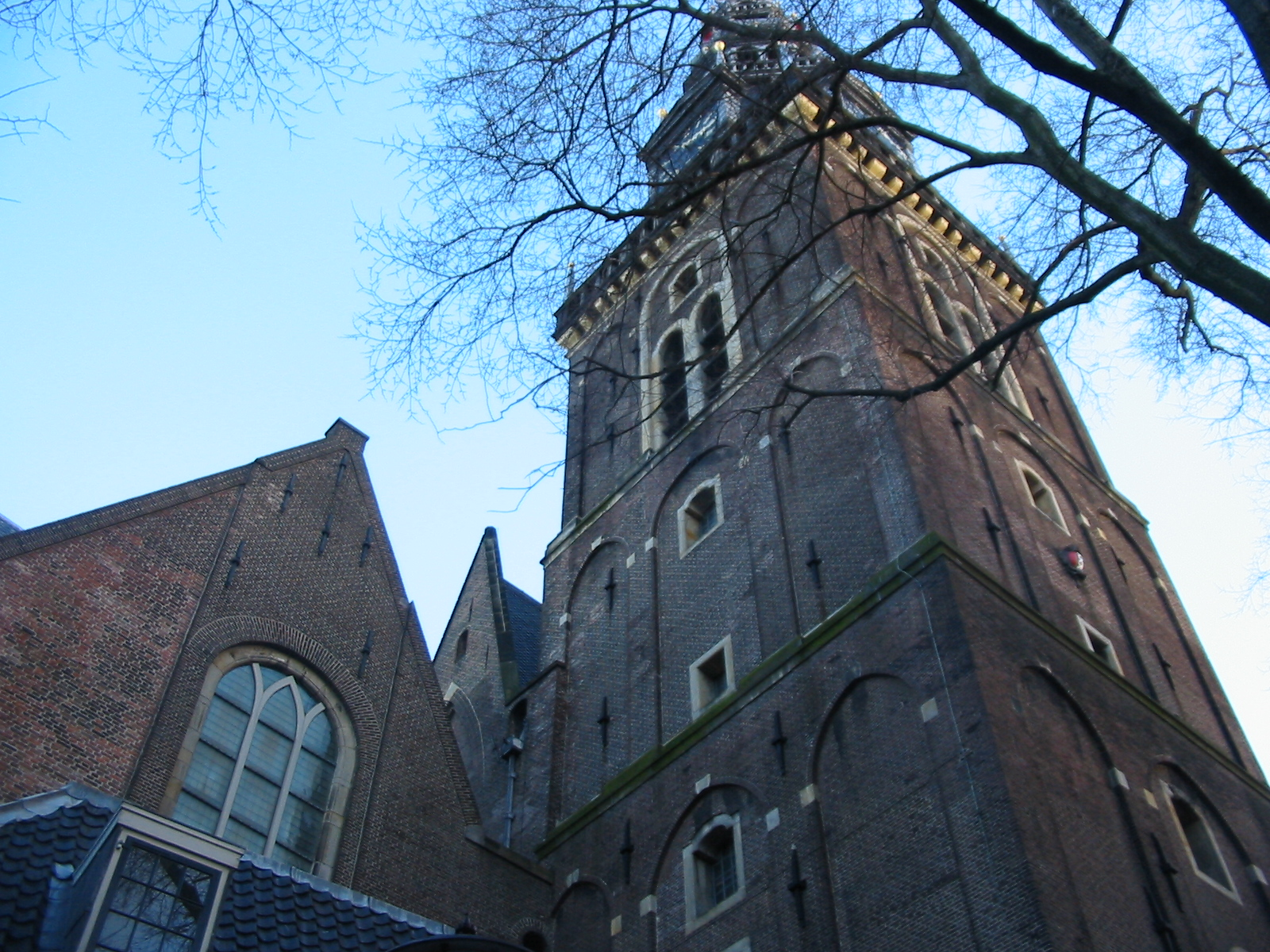
Torre
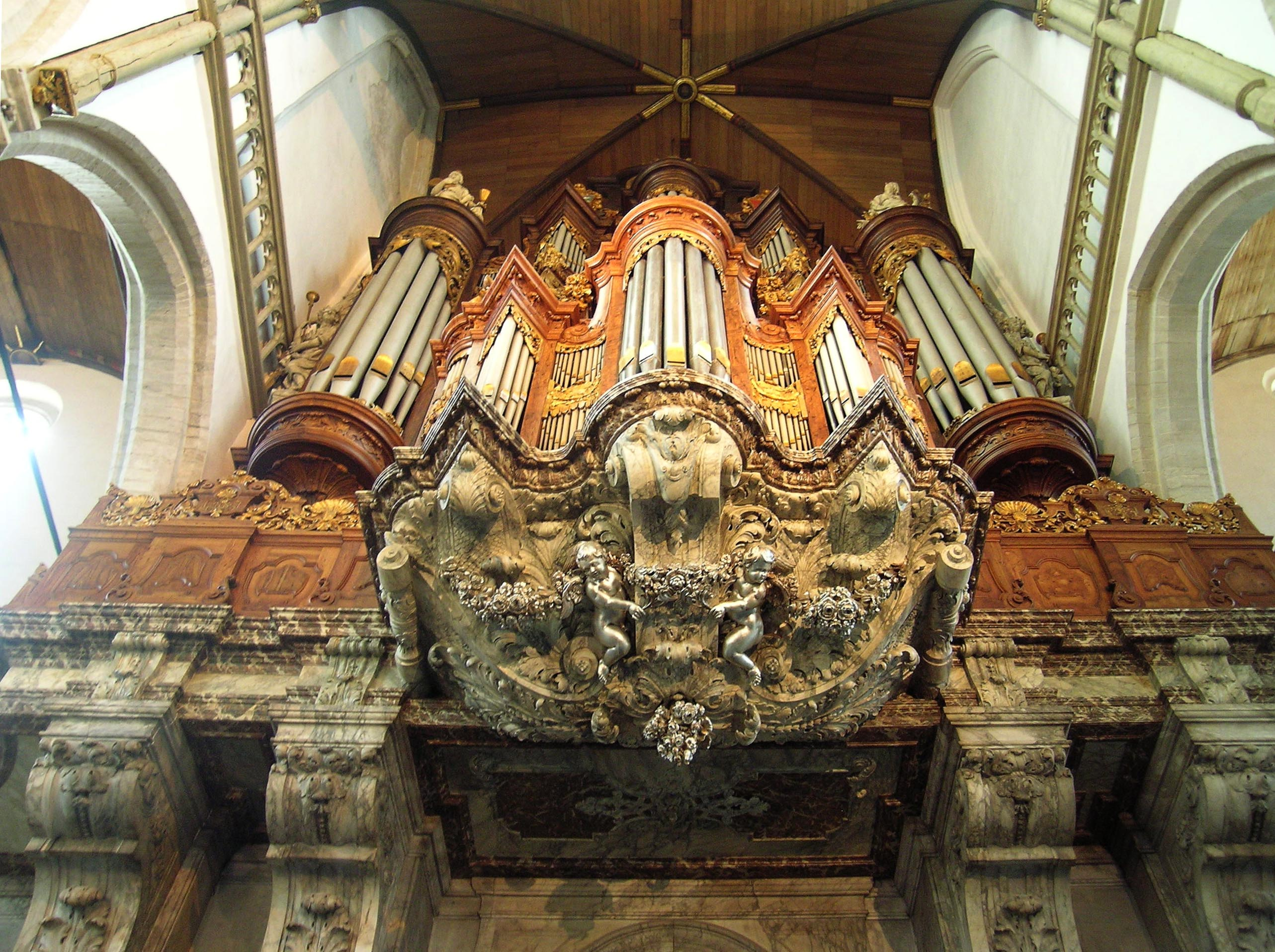
Parte inferior barroca del órgano principal